# 敖德薩鎮區 (明尼蘇達州大石湖縣)
敖德薩鎮區（英語：Odessa Township）是位於美國明尼蘇達州大石湖縣的一個行政鎮區。

## 地方資料
敖德薩鎮區的面積為94.10平方千米，當中陸地面積為92.10平方千米，而水域面積為2.00平方千米。根據2020年美國人口普查的數據，當地共有人口140人，而人口密度為每平方千米1.49人。